# Cardamine amara
Espèce
La Cardamine amère (Cardamine amara) est une espèce de plantes herbacées de la famille des Brassicacées.

## Étymologie
Cardamine est la francisation du latin cardamina qui désignait en latin et en grec (kardaminê, kardamon ou kardamis) un cresson, sans doute le cresson alénois.

## Description

### Appareil végétatif
La cardamine amère est une plante herbacée vivace moyenne (20 à 50 cm de haut) formant souvent de grandes colonies.
L'appareil souterrain est réduit à une souche grêle, noueuse, stolonifère. Sa reproduction se fait essentiellement par voie végétative grâce à des détachement des segments du stolon. Ceux-ci se déplacent vers de nouveaux sites en même temps que les cours d’eau. La tige anguleuse, striée, rameuse, et très feuillée, présente une hétérophyllie marquée : les feuilles alternes sont pennatiséquées, toutes à folioles larges, obovales, anguleuses-dentées. Les feuilles basales sont à long pédoncule, les feuilles caulinaires supérieures presque sans pédoncule, aux folioles de même taille, elliptiques, bords dentés ou sinués. La Cardamine amère n'a pas de rosette basale, ce qui la distingue de la Cardamine des prés.

### Appareil reproducteur
La période de floraison a lieu d'avril à juin. L'inflorescence est une grappe lâche au sommet de la tige qui porte de 2 à 30 grandes fleurs (1,5-2,5 cm de diamètre) gynodioïques. Le calice est composé de 4 sépales verts (3 mm de long) à base enflée et pointe arrondie. Les 4 pétales étalés (7–9 mm de long) de la corolle sont blancs et trois fois plus longs que le calice. Les fleurs présentent 6 étamines libres, de taille différente, à filet glabre et à anthère violacée. Le pistil est surmonté d'un seul style et d'un seul stigmate. La pollinisation est généralement autogame mais sa production de fruits est assez faible. L'infrutescence porte des siliques étalées-dressées (2–3 cm), un peu bosselées, à bec aigu, à pédicelles étalés-dressés, égalant plus de la moitié des fruits. La dissémination des graines marron clair et courtement ailées au sommet est anémochore.

## Habitat et répartition
Plante hygrophile exigeant un sol argileux riche en matière organique, son habitat typique est le bord de sources (souvent assez loin des zones détrempées), les marais d’épicéa, les ruisseaux, les fossés, les fourrés sur rives. Son aire de répartition est l'Europe, surtout centrale et boréale.

## Liste des sous-espèces, variétés et formes
Selon NCBI (29 avril 2014) :
- sous-espèce Cardamine amara subsp. amara
- sous-espèce Cardamine amara subsp. austriaca
- sous-espèce Cardamine amara subsp. balcanica
- sous-espèce Cardamine amara subsp. opicii
- sous-espèce Cardamine amara subsp. pyrenaea

Selon The Plant List (29 avril 2014) :
- sous-espèce Cardamine amara subsp. olotensis O.Bolòs
- sous-espèce Cardamine amara subsp. opicii Čelak.
- sous-espèce Cardamine amara subsp. opizii (C.Presl & J.Presl) Celak.
- sous-espèce Cardamine amara subsp. pyrenaea Sennen

Selon Tropicos (29 avril 2014) (Attention liste brute contenant possiblement des synonymes) :
- sous-espèce Cardamine amara subsp. amara
- sous-espèce Cardamine amara subsp. austriaca Marhold
- sous-espèce Cardamine amara subsp. balcanica Marhold, Ančev & Kit Tan
- sous-espèce Cardamine amara subsp. olotensis O. Bolòs
- sous-espèce Cardamine amara subsp. opicii Čelak.
- sous-espèce Cardamine amara subsp. opizii (C. Presl & J. Presl) Čelak.
- sous-espèce Cardamine amara subsp. opizii Čelak.
- sous-espèce Cardamine amara subsp. pyrenaea Sennen
- sous-espèce Cardamine amara subsp. siifolia Sennen
- variété Cardamine amara var. aequiloba C. Hartm.
- variété Cardamine amara var. aquatica Rupr.
- variété Cardamine amara var. erubescens Peterm.
- variété Cardamine amara var. interrupta O.E. Schulz
- variété Cardamine amara var. macrophylla Wender.
- variété Cardamine amara var. petiolulata O.E. Schulz
- variété Cardamine amara var. trisecta DC.
- variété Cardamine amara var. umbrosa Wimm. & Grab.
- forme Cardamine amara fo. grandiflora O.E. Schulz
- forme Cardamine amara fo. lilacina Beck
- forme Cardamine amara fo. minor Lange
- forme Cardamine amara fo. minor Schur
- forme Cardamine amara fo. monochlamydea Soó
- forme Cardamine amara fo. parviflora O.E. Schulz
- forme Cardamine amara fo. stricta O.E. Schulz